# 非利士文化博物馆
31°47′57.22″N 34°38′31.39″E / 31.7992278°N 34.6420528°E
非利士文化博物馆 (המוזיאון לתרבות הפלשתים ע"ש קורין ממן - The Corinne Mamane Museum of Philistine Culture) 是一个位于以色列阿什杜德市的考古博物馆，于1990年开馆。它以展示非利士人文化及考古成果为主。该博物馆是世界上唯一以非利士人文化为主题的博物馆。这是在阿什杜德开业的第一个博物馆。

## 画廊

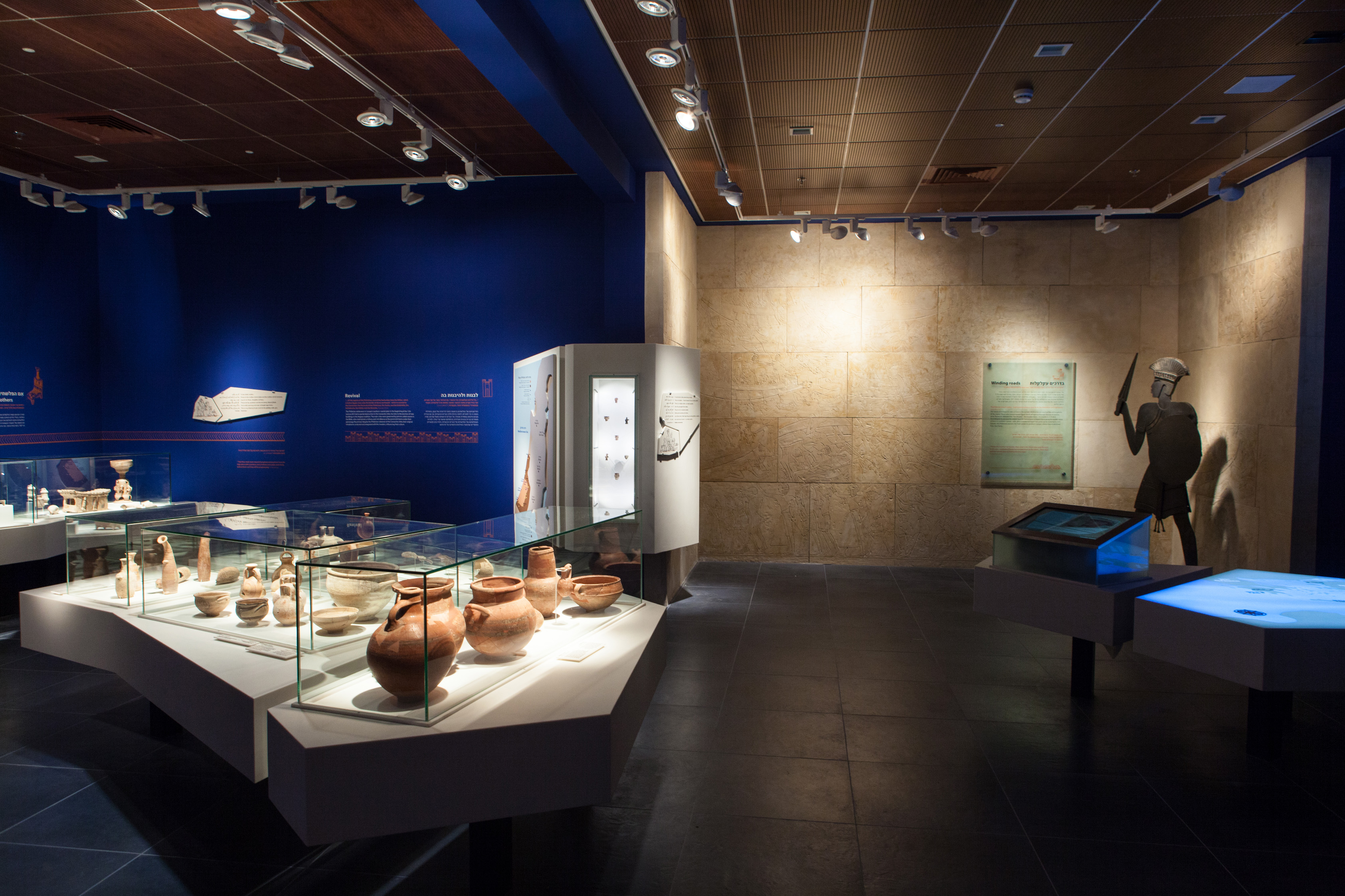
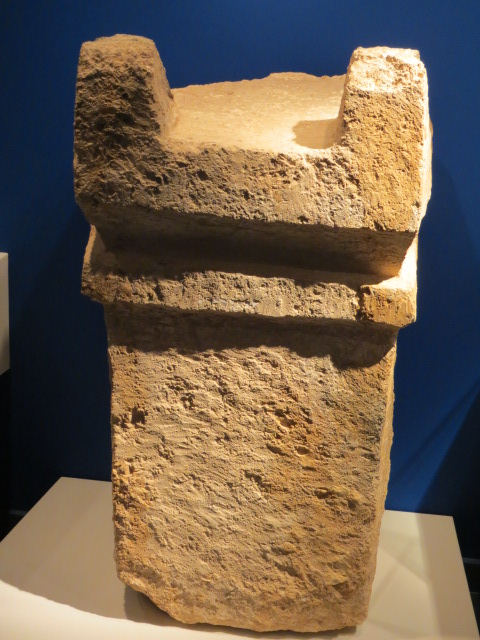
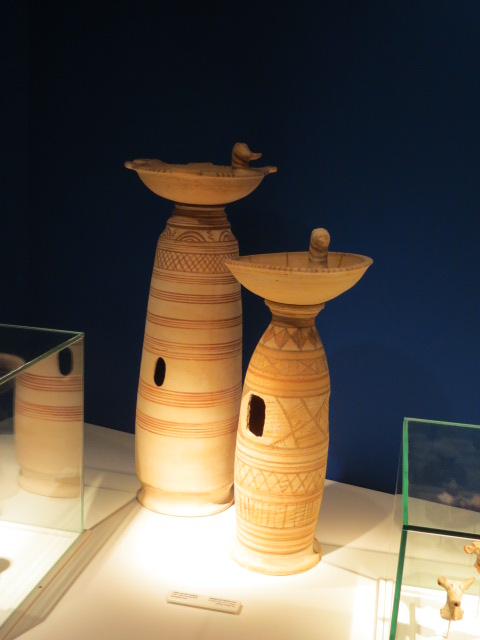
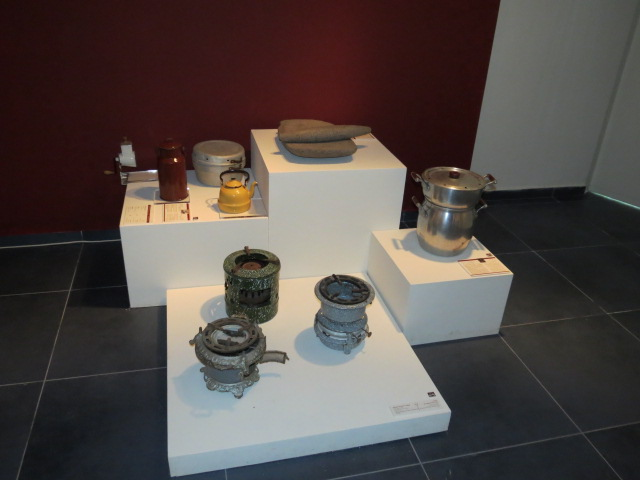